# Golléré
Golléré är en ort och kommun i norra Senegal. Den ligger i regionen Saint-Louis, när gränsen till Mauretanien, och har cirka 7 000 invånare.